# 1637
1637 је била проста година.